# Una Stubbs
Una Stubbs (Welwyn Garden City, Inglaterra; 1 de mayo de 1937-Edimburgo, Escocia; 12 de agosto de 2021) fue una actriz británica de televisión y bailarina que apareció extensamente en la televisión británica y en el teatro, y menos frecuentemente en películas. Fue particularmente conocida por sus papeles en la comedia Hasta Que La Muerte Nos Separe (Till Death Us Do Part) y como Tía Sally (Aunt Sally) en la serie para niños titulada Worzel Gummidge. Además, también es conocida por su papel como Señorita Bat en la serie de televisión The Worst Witch y, más recientemente, ha aparecido en el papel de la señora Hudson en la serie de televisión Sherlock.

## Cine y televisión
Una Stubbs nació en Welwyn Garden City, Hertfordshire. Su primera aparición en la televisión fue como una de las bailarinas de Dougie Squires en el show de música de la televisión británica Cool for Cats en 1956. También trabajó en cabaret, clubs y revistas en Londres durante esos años, y fue parte del grupo de danza de Lionel Blair.
Su primer papel importante fue en 1963 en la película de Cliff Richard, Summer Holiday. Posteriormente, volvió a aparecer en la siguiente película de Richard, Wonderful Life (1964). Años después, Stubbs hizo su gran avance en la comedia de la televisión, interpretando a Rita, la hija casada de Alf Garnett  en la controvertida comedia de la BBC Hasta que la muerte nos separe (Till Death Do Us Part) (1966-1975). También apareció en la comedia de breve duración Hasta que la muerte... (Till Death ...) (1981), de nuevo interpretando a Rita. Interpretó a Rita por tercera vez en algunos episodios de la serie de la BBC En la salud y en la enfermedad (In Sickness and in Health) (1985–92). Entre 1970-1972, Stubbs se asoció de nuevo con Cliff Richard para aparecer cada semana en su serie de la BBC1, Es Cliff Richard (It's Cliff Richard!). Cuando ella se ausentó de la serie debido a su embarazo, su "madre" en la serie de TV Till Death..., Dandy Nichols, apareció en su lugar en varias ediciones. 
Stubbs apareció en la serie Fawlty Towers, en el episodio "El Aniversario" en 1979. Desde 1979 hasta 1981, Stubbs interpretó a Tía Sally en la serie para niños de la ITV Worzel Gummidge, frente a Jon Pertwee y Barbara Windsor y fue durante varios años capitán de un equipo en el juego de la semana espectáculo Danos una pista (Give Us a Clue) en los años 1980, junto con Lionel Blair, el capitán del otro equipo.
Ha aparecido en serie como Midsomer Murders, Heartbeat, Casualty, Keeping Up Appearances, Born and Bred y The Worst Witch. En los últimos años, Stubbs también ha aparecido en la serie de Victoria Wood We'd Quite Like To Apologise, The Catherine Tate Show, Agatha Christie's Marple, EastEnders, Benidorm y Sherlock (serie de televisión) como Señora Hudson (Mrs. Hudson).
Stubbs, apareció en uno de los Teatros del West End, actuando en la obra Star Quality de Noël Coward, con Penelope Keith en 2001 y también, en la obra Don Carlos de Fredrich Schiller, con Derek Jacobi en 2005. En los últimos años, ha aparecido en La Cage Aux Folles en el teatro Menier Chocolate Factory, en Pygmalion en el Teatro Real de Bath (Theatre Royal, Bath) y, por último, en Old Vic y The Family Reunion de T. S. Elliot en el teatro Donmar Warehouse.
El grupo indie, Half Man Half Biscuit, nombra a Una en su canción "God Gave Us Life", perteneciente al álbum Back in the DHSS.

## Vida personal
Stubbs estuvo casada con el actor Peter Gilmore desde 1958 hasta 1969, con el que adoptó a su hijo, Jason. Después de su divorcio en 1969, se casó con el actor Nicky Henson, del cual también se divorció en 1975, aunque quedaron como buenos amigos. Una y Henson tuvieron dos hijos: el compositor Christian Henson (n. 25 de diciembre de 1971), y el músico y compositor Joe Henson (n. 18 de septiembre de 1973).
Durante muchos años, Stubbs ha esbozado viñetas de los personajes de los alrededores de Londres, y ha realizado exposiciones de éstas cerca de su hogar, en Mayfair.

## Fallecimiento
Falleció en la madrugada del 12 de agosto de 2021, después de sufrir una larga enfermedad, rodeada de su familia.

## Series de televisión y películas
Solo las entradas de 1963, 1964, 1965, 2009 son filmes teatrales
- Summer Holiday (1963) como Sandy
- The Bargee (1964) como Dama de honor
- Wonderful Life (1964) como Barbara
- Three Hats for Lisa (1965)
- Mister Ten Per Cent (1967)
- Till Death Us Do Part como Rita (28 episodios, 1966–1974)
- Till Death Us Do Part (1969) como Rita
- Fawlty Towers (1979) como Alice (en el episodio The Anniversary)
- Worzel Gummidge como tía Sally (21 episodios, 1979–1981)
- Till Death... como Rita (6 episodios, 1981)
- In Sickness and in Health como Rita (9 episodios, 1985–1986)
- Worzel Gummidge Down Under como Tía Sally (11 episodios, 1987–1989)
- The Worst Witch como Miss Bat (25 episodios, 1998–2000)
- The Catherine Tate Show como Carole-Ann y Ursula (2 episodios, 2005)
- EastEnders como Caroline Bishop (6 episodios, 2006)
- Mist: The Tale of a Sheepdog Puppy como Fern (23 episodios, 2007–2009)
- Benidorm actriz invitada, como Diana Weedon (3ª temporada, 5º episodio, 2009)
- Ingenious (2009) como Gransha
- Sherlock como Mrs. Hudson (12 episodios, 2010-)